# Michaił Kaługin (lekarz wojskowy)
Michaił Wasiliewicz Kaługin, ros. Михаил Васильевич Калугин (ur. 7 września?/19 września 1889 w Tichwinie, zm. 16 stycznia 1944 w okupowanej Jugosławii) – rosyjski wojskowy, emigrant, lekarz wojskowy 3 Pułku Rosyjskiego Korpusu Ochronnego podczas II wojny światowej.
W 1908 r. ukończył felczerską szkołę wojskową w Sankt Petersburgu. Służył jako starszy pomocnik lekarski w klinicznym szpitalu wojskowym w tym mieście. W 1918 r. wstąpił do wojsk Białych gen. Jewgienija L. Millera. Od pocz. listopada tego roku służył w 1 Ruchomym Oddziale Sanitarnym, zaś od poł. marca 1919 r. w 1 Północnym Pułku Strzeleckim. Dostał się do niewoli bolszewickiej, ale udało mu się zbiec we wrześniu. Po dotarciu do Archangielska został oficerem sztabowym w sztabie głównodowodzącego wojskami Obwodu Północnego. W marcu 1920 r. wraz z wojskami Białych został ewakuowany do Norwegii. Na emigracji zamieszkał w Królestwie SHS. Po zajęciu Jugosławii przez wojska niemieckie w kwietniu 1941 r., wstąpił do nowo formowanego Rosyjskiego Korpusu Ochronnego. Służył jako lekarz wojenny 3 Pułku. 16 stycznia 1944 r. popełnił samobójstwo.